# Concerto pour violon de Glazounov
Pour les articles homonymes, voir Concerto pour violon (homonymie).

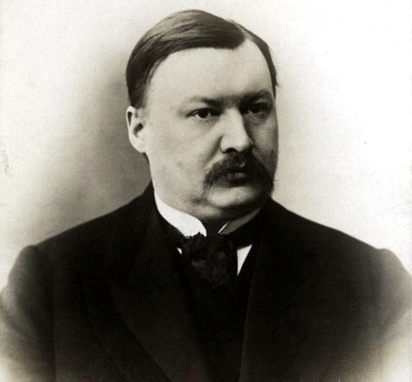
Alexander Glazounov

Le Concerto pour violon en la mineur op. 82 d'Alexandre Glazounov est une œuvre pour violon et orchestre composé en 1904. Il fut créé le 15 février 1905 par la Société musicale russe de Saint-Pétersbourg et son dédicataire, le violoniste Leopold Auer, avec Glazounov à la direction. Il fut publié par Mitrofan Petrovitch Belaïev à Saint-Pétersbourg en 1905.

## Structure
Il comporte quatre mouvements qui s'enchaînent sans pause:
1. Moderato
2. Andante sostenuto
3. Tempo I
4. Allegro

Durée: 19 à 20 minutes.

## Orchestration
La partition prévoit :
| Instrumentation du Concerto pour violon                                     |
| violon solo                                                                 |
| Bois                                                                        |
| 2 flûtes, 1 piccolo, 2 hautbois, 2 clarinettes (si♭, la), 2 bassons         |
| Cuivres                                                                     |
| 4 cors (en fa), 2 trompettes (si♭, la), 3 trombones                         |
| Percussions                                                                 |
| timbales, glockenspiel, triangle, cymbales                                  |
| Cordes                                                                      |
| premiers violons, seconds violons, altos, violoncelles, contrebasses, harpe |